# TrackTest
TrackTest Online English Assessment Center nebo TrackTest je online nástroj na testování anglického jazyka, který funguje od listopadu 2012 a který měří znalosti angličtiny nerodilých mluvčích. Test používá šestistupňové hodnocení dle Společného evropského referenčního rámce. Deklaruje snahu stát se moderní alternativou papírových testů poskytovaných tradičními společnostemi, jako jsou TOEFL nebo IELTS. Služby pro společnosti a školy jsou poskytovány přes systém na hromadní správu studentů a sledování pokroku. V roce 2014 využili TrackTest test z angličtiny studenti ze 173 států mluvící 136 jazyky.

## Formát a hodnocení
TrackTest je zkouška, vykonávána přes Internet a s trváním přibližně 45 minut. Testuje gramatiku, porozumění čtenému a poslouchanému textu, s okamžitým vyhodnocením. K úspěšnému zvládnutí testu je potřeba dosáhnout 65 procent nebo více správně zodpovězených otázek.
V roce 2013, TrackTest zavedl TrackTest skóre pro lepší měření zlepšování uživatelů. Jde o dynamicky kalkulované skóre v rozsahu od 0 až 1200, které používá algoritmus založený na všech výsledcích, přičemž zohledňuje rozdíl v obtížnosti mezi úrovněmi. Organizace je členem medzinárodní Asociace jazykových testerů v Evropě (ALTE).